# Hedeby
Hedeby (njem. Haithabu od staronordijskog Heiðabýr, što znači naselje (býr) na vrištini (heiðr)) je vikinško naselje na krajnjem sjeveru njemačke pokrajine Schleswig-Holstein, na obali 15 km dugog zaljeva Schlei koji ga povezuje s Baltikom, nešto južnije od granice s Danskom. Uništeno je u velikom požaru krajem 11. stoljeća izazvanom ratnim sukobima, vjerojatno s drugim Vikinzima. Prema arheološkim nalazima bilo je važno brodogradilište i trgovačko i pomorsko čvorište a imalo je i do tisuću stanovnika. 
God. 1985. u blizini nalazišta otvoren je muzej. Zbog bogatih i dobro očuvanih arheoloških nalaza, Hedeby je postao ključnim mjestom za tumačenje gospodarskog, društvenog i povijesnog razvoja Europe tijekom vikinškog doba. Zbog toga je Hedeby, zajedno s vikinškim pograničnim kompleksom Danevirke, 2018. god. UNESCO upisao na popis mjesta svjetske baštine u Europi.

## Naziv
U prošlosti a i sadašnjosti postojalo je mnogo imena za ovo naselje.
- Hedeby je moderna inačica naziva naselja u engleskome u danskome jeziku
- Heiðabýr vuče korijene iz staroskandinvaskih izvora te se smatra najstarijim nazivome
- Heithabyr je engleska inačica staroskandinavskog naziva
- Heidiba je latinski naziv.
- Haithabu je moderni njemački naziv korišten za oslovljavanje povijesnog naselja
- Haddeby je moderni njemački naziv za današnji administrativni okrug Haddeby
- Heddeby
- Sliesthorp naziv korišten u drevnim tekstovima Saksonaca i Franaka
- Sliaswich naziv korišten u nešto novijim tekstovima Saksonaca i Franaka

## Povijest
Hedeby se prvi put spominje u franačkim kronikama opata Einharda (804.) koji je radio za Karla Velikog, no vjerojatnije je grad nastao kojih tridesetak godina ranije. God. 808. danski kralj Godfred (lat. Godofredus) uništio je rivala, slavensko trgovačko središte Rerik, te se trgovina na Baltiku seli u Hedeby, koji od tada doživljava procvat. Isti izvori navode kako je kralj Godfred također ojačao Danevirke, zemljani zid koji se pružao jugom Jutlanda. Danevirke se spajao s kamenim zidinama Hedebyja tvoreći obrambenu barijeru preko cijelog poluotoka, od močvara na zapadu do uskog Schlei zaljeva koji je izlazio na Baltik.
Sam grad bio je okružen s tri kopnene strane (sjever, zapad i jug) zidinama i opkopima. Koncem 9. stoljeća sjeverne i južne zidine grada su napuštene i život se koncentrirao u središnjem dijelu. Kasnije je podignut 9 m visok polukružni zid koji je čuvao zapadni prilaz gradu. Na istočnoj strani grad je izlazio na krajnji dio zaljeva/kanala koji je završavao malim jezerom Haddebyer Noor.
Taj položaj je bio izrazito povoljan jer je grad bio tek 15 km udaljen od rijeke Treene koja je bila plovna do svog ušća u Sjeverno more. Na taj način je kratkim prijevozom kolima, Baltik bio povezan sa Sjevernim Morem, a roba je mogla zaobići opasnu i dugotrajnu plovidbu oko Jutlanda. Tako je Hedeby postao trgovačko središte na ovom putu, baš kao što će to postati kasnije Lübeck u trgovačkom Hanzeatskom savezu. Zahvaljujući trgovini Hedeby je postao drugi najveći vikinški grad poslije Uppåkra na jugu Švedske.
Grad su opisali posjetitelji kao što je Wulfstan iz Engleske u 9. stoljeću i Ibrahim ibn Jakub (Al Tartuši) iz Al-Andalusa u 10. st. Hedby je postao biskupskim središtem 948. godine, a u 11. stoljeću Adam Bremenski navodi kako su iz njega brodovi plovili do slavenskih zemalja, Švedske, Samlanda, pa čak i do Grčke.
Godine 1050. Hedeby je opljačkao norveški kralj Harald Hardrada tijekom njegova sukoba s danskim kraljem Svenom II. Hardrada ga je napao poslavši zapaljene brodove u njegovu luku, nakon čega je grad potpuno izgorio. Dokrajčili su ga Zapadni Slaveni 1066. godine i Hedeby je potpuno napušten. Kasnije je na drugoj strani Schiela osnovan grad Schleswig.
Otkriven je tek u 19. stoljeću a arheološka iskapanja su započeta 1900. godine. Zahvaljujući tomu što na ovom mjestu nije ništa građeno od uništenja grada, te činjenici da je cijeli grad prekrio mulj i more, prilikom iskapanja od 1959. godine otkrivene su cijele gradske zidine i luka, gdje je otkriven i cijeli vikinški brod.
Do danas je otkopano tek 5% naselja i 1% luke, ali je 2005. godine otpočela ambiciozna obnova izvornih vikinških građevina, temeljene na arheološkim nalazima.

## Poveznice
- Jelling, Danska
- Birka i Hovgården, Švedska